# 68º Campeonato Brasileiro Absoluto de Xadrez
O 68º Campeonato Brasileiro Absoluto de Xadrez foi uma competição de xadrez organizada pela CBX referente ao ano de 2001. Sua fase única foi disputada na cidade de São Paulo (SP) de 17 a 23 de dezembro de 2001. O GM Giovanni Vescovi sagrou-se campeão de forma invicta com 8  pontos em 9 possíveis.

## Fase final
Os 20 finalistas disputaram o campeonato no Sistema Suíço.
Sistema de pontuação
- 1,0 ponto por vitória e Bye
- 0,5 ponto por empate
- 0,0 ponto por derrota

| Pos. | Jogador                   | UF | Pts | Buch | Vit. | Prog. | R1      | R2      | R3      | R4      | R5      | R6      | R7      | R8      | R9      |
| ---- | ------------------------- | -- | --- | ---- | ---- | ----- | ------- | ------- | ------- | ------- | ------- | ------- | ------- | ------- | ------- |
| 1º   | Giovanni Vescovi          | SP | 8,0 | 45,0 | 7    | 40,0  | 19º vit | 03º vit | 04º emp | 02º vit | 08º vit | 05º vit | 09º emp | 07º vit | 10º vit |
| 2º   | Everaldo Matsuura         | SP | 7,0 | 45,0 | 6    | 35,0  | 13º vit | 17º vit | 07º emp | 01º der | 10º vit | 08º vit | 04º vit | 09º vit | 05º emp |
| 3º   | Rodrigo Disconzi da Silva | SC | 6,0 | 45,0 | 6    | 26,0  | 11º vit | 01º der | 17º vit | 05º der | 06º der | 14º vit | 12º vit | 04º vit | 09º vit |
| 4º   | Darcy Lima                | RJ | 5,5 | 48,5 | 4    | 31,0  | 18º vit | 10º vit | 01º emp | 08º emp | 05º emp | 06º vit | 02º der | 03º der | 14º vit |
| 5º   | Rafael Leitão             | SP | 5,5 | 47,5 | 4    | 27,5  | 08º der | 12º vit | 18º vit | 03º vit | 04º emp | 01º der | 10º emp | 11º vit | 02º emp |
| 6º   | Jefferson Pelikian        | SP | 5,5 | 42,0 | 3    | 26,5  | 12º emp | 16º emp | 09º emp | 11º vit | 03º vit | 04º der | 07º emp | 10º emp | 08º vit |
| 7º   | Cícero Nogueira Braga     | SP | 5,0 | 46,0 | 3    | 25,5  | 09º vit | 08º emp | 02º emp | 10º der | 16º emp | 11º vit | 06º emp | 01º der | 12º vit |
| 8º   | Adriano Caldeira Marques  | SP | 4,5 | 47,0 | 3    | 26,5  | 05º vit | 07º emp | 16º vit | 04º emp | 01º der | 02º der | 18º emp | 17º vit | 06º der |
| 9º   | Luís Henrique Coelho      | DF | 4,5 | 47,0 | 3    | 25,0  | 07º der | 15º vit | 06º emp | 16º emp | 12º vit | 13º vit | 01º emp | 02º der | 03º der |
| 10º  | Edson Tsuboi              | SP | 4,5 | 45,0 | 3    | 25,0  | 20º vit | 04º der | 11º emp | 07º vit | 02º der | 16º vit | 05º emp | 06º emp | 01º der |
| 11º  | Diego di Berardino        | RJ | 4,5 | 37,0 | 4    | 20,5  | 03º der | 19º vit | 10º emp | 06º der | 20º vit | 07º der | 13º vit | 05º der | 17º vit |
| 12º  | Jorge Bittencourt         | ES | 4,0 | 42,0 | 3    | 20,0  | 06º emp | 05º der | 13º emp | 14º vit | 09º der | 15º vit | 03º der | 18º vit | 07º der |
| 13º  | Marcelo Bouwman           | PE | 4,0 | 35,5 | 2    | 18,0  | 02º der | 14º emp | 12º emp | 18º emp | 17º vit | 09º der | 11º der | 20º vit | 15º emp |
| 14º  | Luiz Loureiro             | SP | 4,0 | 33,5 | 3    | 17,5  | 17º der | 13º emp | 15º emp | 12º der | 19º vit | 03º der | 20º vit | 16º vit | 04º der |
| 15º  | Sadi Glasser Dumont       | RJ | 4,0 | 30,0 | 3    | 17,0  | 16º der | 09º der | 14º emp | 20º vit | 18º vit | 12º der | 17º der | 19º vit | 13º emp |
| 16º  | Fausto Capuano Neto       | SP | 3,5 | 38,0 | 1    | 20,5  | 15º vit | 06º emp | 08º der | 09º emp | 07º emp | 10º der | 19º emp | 14º der | 18º emp |
| 17º  | Pedro Jorge Moraes Pinto  | AM | 3,5 | 37,0 | 3    | 19,0  | 14º vit | 02º der | 03º der | 19º emp | 13º der | 20º vit | 15º vit | 08º der | 11º der |
| 18º  | Wagner Peixoto Guimarăes  | RJ | 3,5 | 34,0 | 2    | 17,0  | 04º der | 20º vit | 05º der | 13º emp | 15º der | 19º vit | 08º emp | 12º der | 16º emp |
| 19º  | Ricardo Mercadante        | RJ | 2,5 | 31,5 | 1    | 9,0   | 01º der | 11º der | 20º emp | 17º emp | 14º der | 18º der | 16º emp | 15º der | Bye     |
| 20º  | Werton Bastos             | PI | 0,5 | 30,5 | 0    | 3,5   | 10º der | 18º der | 19º emp | 15º der | 11º der | 17º der | 14º der | 13º der | W.O.    |